# 藤尾村 (宮城県)
藤尾村（ふじおむら）は、昭和29年（1954年）まで宮城県伊具郡の阿武隈川東岸にあった村。現在の角田市藤田・尾山にあたる。

## 沿革
- 明治22年（1889年）4月1日 - 町村制施行にともない、藤田村・尾山村が合併して藤尾村が発足。
- 昭和29年（1954年）10月1日 - 角田町・北郷村・桜村・西根村・東根村・枝野村と合併し、新制の角田町となる。

## 行政
| 代    | 氏名       | 就任                       | 退任                       | 備考 |
| ----- | ---------- | -------------------------- | -------------------------- | ---- |
| 1     | 山本万     | 明治22年（1889年）4月30日  | 明治23年（1890年）9月30日  |      |
| 2     | 斎藤東七   | 明治23年（1890年）10月25日 | 明治26年（1893年）3月23日  |      |
| 3     | 阿部乕吉   | 明治26年（1893年）7月15日  | 明治27年（1894年）4月23日  |      |
| 4     | 加川安太郎 | 明治27年（1894年）5月14日  | 明治30年（1897年）9月30日  |      |
| 5     | 土井致敬   | 明治30年（1897年）10月10日 | 明治42年（1909年）10月25日 |      |
| 6 - 9 | 山本柳枝   | 明治43年（1910年）3月25日  | 大正14年（1925年）8月12日  |      |
| 10    | 渡辺金三郎 | 大正14年（1925年）8月30日  | 昭和16年（1925年）8月30日  |      |
| 11    | 山田静雄   | 昭和16年（1941年）9月6日   | 昭和20年（1945年）9月6日   |      |
| 12    | 渡辺金三郎 | 昭和20年（1945年）9月7日   | 昭和21年（1946年）10月25日 | 再任 |
| 13    | 山本紅樹   | 昭和22年（1947年）4月10日  | 昭和29年（1954年）9月30日  |      |

## 教育
- 藤尾村立藤尾小学校
- 藤尾村・枝野村組合立金津中学校